# 環球之霸
環球之霸（日语：ヤマニングローバル），是日本純種競賽馬匹，生涯活躍於中長途戰線，曾勝出每日盃三歲錦標、阿根廷共和國盃及目黑紀念。

## 出賽前
1987年4月11日出生於北海道靜內町（今日高町）Yamanin Ben牧場，所有權歸於牧場管理人家族之一的土井宏二旗下。
其後交由栗東訓練中心練馬師淺見國一訓練。

## 競賽生涯

### 3歲（現2歲）
1989年9月17日出戰阪神競馬場2歲新馬戰，維持於第二的位置下在直路迅速透出，最終轟出全場最快末腳速度取得領先，以3馬位優勢取得首勝。
其後出戰黃菊賞，本次比賽繼續採用前置戰術，於第二的位置跟隨領放馬Garo Caesar前進。進入直路後，其繼續展現出優秀的加速力，最終以3/4馬位成功優勢阻止Queen's Kiss取得勝利。
11月11日挑戰二級賽每日盃三歲錦標，繼續於先頭約莫第三的位置展開推進，在最後彎道開始上前進佔位置。進入直路後，其隨即嚮應騎師武豐的指揮衝刺，迅速加速下超越所有賽駒，最終以1 3/4馬位優勢取得首個分級賽冠軍。
然而衝前後其步態出現異常，經過診斷後為右前腳第一籽骨複雜性骨折，返回栗東訓練中心診所後接受手術打入兩支螺栓固定骨骼，同時進入長期休養，直接跳過4歲（現3歲生涯）。

### 5歲（現4歲）
1991年1月復出出戰洛陽錦標，但最終僅跑獲第四。
其後雖然於京都紀念、珊瑚錦標、栗東錦標及武藏野錦標均未能發揮表現，但在夏季稍為回復狀態，出戰阪急盃及高松宮盃分別取得亞軍及季軍。
進入秋季後其選擇以朝日挑戰盃作為起動戰，然而僅跑獲第五的戰績，縮程出戰天鵝錦標亦以第五落敗。
11月17日，陣營決定安排其增程出戰阿根廷共和國盃，賽前取得第五人氣。比賽開始後，其選擇於後方位置穩步推進，一直維持於約莫第十二左右等待時機，進入第三、四彎道仍然未有動作。進入直路後，其於外檔位置成功尋找都跑線加速，進入狀態下跑出優秀的末腳速度，最終超越所有對手取得時隔2年的勝利。
年末選擇挑戰一級賽有馬紀念，比賽初段繼續留守於中團位置推進，但於直路上未能迅速啟動並壓制對手，最終僅以第六完賽。

### 6歲（現5歲）
1992年首戰為目黑紀念，本次比賽重拾以往的前置戰術，出閘後隨即搶前保持於第三左右的位置，其後雖然位置有所墮後，但仍然維持不俗的走勢推進。進入直路後，其選擇於中檔位置進行突破，迅速透出下繼續衝刺，最終以1 3/4馬位戰勝對手取得第三個分級賽冠軍。
但春季餘下賽事未能維持水準，前哨戰日經賞僅跑獲第六，而春季天皇賞及寶塚紀念分別以第十一及第十三大敗。
寶塚紀念過後其再度骨折，所幸程度不嚴重下可於秋季復出。
休養過後於秋季直接出戰秋季天皇賞，本次比賽以不俗的節奏維持於第六左右的先頭位置，於最後彎道開始透出加速。進入直路後，其於前往不斷加速進行突破並一度取得領先，可惜其後被外檔以猛烈勢頭來襲的大君起駕及Movie Star超越，以第三的戰績完賽。
其後繼續挑戰秋季古馬三冠，然而於日本盃中以第十二落敗，有馬紀念則以第十五大敗。

### 7歲（現6歲）
1993年年初繼續維持頹勢，出戰日經新春盃及目黑紀念分別取得第九及第十二。
休養途中，由於馬主土井宏二去世，環球之霸的所有權被其子土井肇繼承。
入秋後雖然公開賽仙后座錦標僅敗於Nishino Blues及Rabbit Ball取得第三，但年間餘下兩戰均以兩位數戰績完賽。

### 8歲（現7歲）
1993年繼續現役，然而於平安錦標中以第八落敗，重返草地出賽事戰目黑紀念及阪神大賞典亦未能勝出，均以第十的戰績完賽。
其後，陣營決定安排其退役。

### 詳細賽績
| 日期       | 舉辦國家 | 馬場 | 距離   | 級別 | 賽事名稱       | 負重 | 騎師     | 馬號 | 出馬 | 名次 | 時間   | 頭馬（二馬）       |
| ---------- | -------- | ---- | ------ | ---- | -------------- | ---- | -------- | ---- | ---- | ---- | ------ | ------------------ |
| 17/9/1989  | 日本     | 阪神 | 草1400 |      | 3歲新馬        | 52   | 武豐     | 9    | 13   | 1    | 1:23.7 | （Senshu Cima）    |
| 7/10/1989  | 日本     | 京都 | 草1600 |      | 黄菊賞         | 53   | 武豐     | 3    | 8    | 1    | 1:37.1 | （Queen's Kiss）   |
| 11/11/1989 | 日本     | 京都 | 草1400 | GII  | 每日盃三歲錦標 | 54   | 武豐     | 5    | 10   | 1    | 1:23.1 | （Coniston）       |
| 7/1/1991   | 日本     | 京都 | 草1600 | OP   | 洛陽錦標       | 55   | 武豐     | 16   | 16   | 4    | 1:35.4 | Pretty Hat         |
| 17/2/1991  | 日本     | 京都 | 草2400 | GII  | 京都紀念       | 56   | 武豐     | 7    | 11   | 11   | 2:29.1 | Prince Syn         |
| 23/3/1991  | 日本     | 京都 | 草1400 | OP   | 珊瑚錦標       | 55   | 武豐     | 15   | 15   | 8    | 1:23.5 | 狄杜斯             |
| 20/4/1991  | 日本     | 京都 | 泥1400 | OP   | 栗東錦標       | 55   | 武豐     | 6    | 11   | 3    | 1:23.9 | Passing Lute       |
| 11/5/1991  | 日本     | 東京 | 泥1600 | OP   | 武藏野錦標     | 55   | 武豐     | 4    | 12   | 7    | 1:36.9 | Mr.Tojin           |
| 2/6/1991   | 日本     | 京都 | 草1400 | GIII | 阪急盃         | 55   | 武豐     | 14   | 14   | 2    | 1:23.8 | Jo Roaring         |
| 7/7/1991   | 日本     | 中京 | 草2000 | GII  | 高松宮盃       | 57   | 武豐     | 6    | 8    | 3    | 1:59.9 | 大德日神           |
| 15/9/1991  | 日本     | 中京 | 草2000 | GIII | 朝日挑戰盃     | 55   | 武豐     | 16   | 16   | 5    | 1:59.8 | Nuevo Tosho        |
| 26/10/1991 | 日本     | 京都 | 草1400 | GII  | 天鵝錦標       | 57   | 田島良保 | 11   | 16   | 5    | 1:21.0 | K.S.Miracle        |
| 17/11/1991 | 日本     | 東京 | 草2500 | GII  | 阿根廷共和國盃 | 55   | 横山典弘 | 16   | 16   | 1    | 2:32.6 | （Real Boy）       |
| 22/12/1991 | 日本     | 中山 | 草2500 | GI   | 有馬紀念       | 57   | 河內洋   | 3    | 15   | 6    | 2:31.3 | Dai Yusaku         |
| 23/2/1992  | 日本     | 東京 | 草2500 | GII  | 目黑紀念       | 57   | 河內洋   | 5    | 6    | 1    | 2:32.6 | （Meisho Vitoria） |
| 22/3/1992  | 日本     | 中山 | 草2500 | GII  | 日經賞         | 58   | 河內洋   | 2    | 11   | 6    | 2:39.6 | 目白韋仁           |
| 26/4/1992  | 日本     | 京都 | 草3200 | GI   | 春季天皇賞     | 58   | 河內洋   | 13   | 14   | 11   | 3:24.8 | 目白麥昆           |
| 14/6/1992  | 日本     | 阪神 | 草2200 | GI   | 寶塚紀念       | 57   | 河內洋   | 9    | 13   | 13   | 2:24.5 | 目白善信           |
| 1/11/1992  | 日本     | 東京 | 草2000 | GI   | 秋季天皇賞     | 58   | 河內洋   | 7    | 18   | 3    | 1:58.9 | 大君起駕           |
| 29/11/1992 | 日本     | 東京 | 草2400 | GI   | 日本盃         | 57   | 河內洋   | 8    | 14   | 12   | 2:26.8 | 東海帝皇           |
| 27/12/1992 | 日本     | 中山 | 草2500 | GI   | 有馬紀念       | 56   | 河內洋   | 15   | 16   | 15   | 2:35.4 | 目白善信           |
| 24/1/1993  | 日本     | 京都 | 草2200 | GII  | 日經新春盃     | 57   | 河內洋   | 9    | 12   | 9    | 2:14.9 | El Casa River      |
| 21/2/1993  | 日本     | 東京 | 草2500 | GII  | 目黑紀念       | 59   | 河內洋   | 10   | 12   | 12   | 2:34.2 | 詩歌劇             |
| 13/10/1993 | 日本     | 京都 | 草2000 | OP   | 仙后座錦標     | 58   | 河內洋   | 3    | 10   | 3    | 1:47.1 | Nishino Blues      |
| 21/11/1993 | 日本     | 京都 | 草1600 | GI   | 一哩冠軍賽     | 57   | 武豐     | 4    | 15   | 10   | 1:36.5 | Shinko Lovely      |
| 11/12/1993 | 日本     | 阪神 | 草2500 | GII  | 鳴尾紀念       | 58   | 河內洋   | 4    | 16   | 13   | 2:39.2 | Roubles Act        |
| 15/1/1994  | 日本     | 阪神 | 泥1800 | GIII | 平安錦標       | 56   | 武豐     | 10   | 16   | 8    | 1:54.0 | Toyo Lyphard       |
| 20/2/1994  | 日本     | 東京 | 草2500 | GII  | 目黑紀念       | 57   | 横山典弘 | 12   | 13   | 10   | 2:34.7 | 成田拜仁           |
| 13/3/1994  | 日本     | 中京 | 草2800 | GII  | 阪神大賞典     | 58   | 河內洋   | 9    | 10   | 10   | 2:59.5 | Monsieur Siecle    |

## 退役後
退役後，環球之霸成為了配種馬，於北海道靜內町（今日高町）Yamanin Ben牧場休養，在1995年配種。首批子嗣於1996年出生。首批子嗣可於1998年出賽。
2002年配種季過後，其由配種馬退役，繼續於牧場內進行養老生活。
2016年9月6日，其因衰老以29歲高齡死亡。

## 血統簡介
父系千明代表為日本賽駒，生涯戰績優秀，為日本賽馬史上第三匹經典三冠馬，同時亦勝出秋季天皇賞。祖父Tosho Boy為日本賽駒，生涯戰績優秀，曾勝出皋月賞及有馬紀念，因其強大的加速力及末腳速度而被稱爲「天馬」。
母系Yamanin Penny為美國生產的日本賽駒，生涯僅勝出三場賽事。外祖父尼真斯基爲加拿大生產的愛爾蘭賽駒，生涯僅得兩敗，曾勝出葉森打吡大賽、愛爾蘭打吡、英皇佐治六世及皇后伊利沙伯錦標及二千堅尼錦標等一級賽，退役後亦爲著名種馬，成功確立獨立的系統。

### 血統表
| 父線：Tesco Boy系（Princely Gift系）   |                            |                  |                |
| 種馬 千明代表 1980年（棗色）           | Tosho Boy 1973年（棗色）   | Tesco Boy        | Princely Gift  |
| 種馬 千明代表 1980年（棗色）           | Tosho Boy 1973年（棗色）   | Tesco Boy        | Suncourt       |
| 種馬 千明代表 1980年（棗色）           | Tosho Boy 1973年（棗色）   | Social Butterfly | Your Host      |
| 種馬 千明代表 1980年（棗色）           | Tosho Boy 1973年（棗色）   | Social Butterfly | Wisteria       |
| 種馬 千明代表 1980年（棗色）           | C.B.Queen 1973年（棗色）   | Topyo            | Fine Top       |
| 種馬 千明代表 1980年（棗色）           | C.B.Queen 1973年（棗色）   | Topyo            | Deliriosa      |
| 種馬 千明代表 1980年（棗色）           | C.B.Queen 1973年（棗色）   | Meido            | Admiral Byrd   |
| 種馬 千明代表 1980年（棗色）           | C.B.Queen 1973年（棗色）   | Meido            | Meiwa          |
| 繁殖雌馬 Yamanin Penny 1979年（棗色）  | 尼真斯基 1967年（棗色）    | 北地舞人         | 新北區         |
| 繁殖雌馬 Yamanin Penny 1979年（棗色）  | 尼真斯基 1967年（棗色）    | 北地舞人         | Natalma        |
| 繁殖雌馬 Yamanin Penny 1979年（棗色）  | 尼真斯基 1967年（棗色）    | Flaming Page     | Bull Page      |
| 繁殖雌馬 Yamanin Penny 1979年（棗色）  | 尼真斯基 1967年（棗色）    | Flaming Page     | Flaring Top    |
| 繁殖雌馬 Yamanin Penny 1979年（棗色）  | Loer Lights 1970年（棗色） | Sir Gaylord      | Turn-to        |
| 繁殖雌馬 Yamanin Penny 1979年（棗色）  | Loer Lights 1970年（棗色） | Sir Gaylord      | Somethingroyal |
| 繁殖雌馬 Yamanin Penny 1979年（棗色）  | Loer Lights 1970年（棗色） | Luffing          | Tom Fool       |
| 繁殖雌馬 Yamanin Penny 1979年（棗色）  | Loer Lights 1970年（棗色） | Luffing          | Sail Cloth     |
| 雌系：號族：16-c                       |                            |                  |                |
| 五代內近親交配：Nearco 5×5=、Menow 5×5 |                            |                  |                |

## 命名由來
名字中，Yamanin（ヤマニン）為第一代馬主土井宏二、第二代馬主土井肇的冠名，出自他們所屬的土井一族之屋號，Global（グローバル）則有「全球」之意思，香港只取後半部分加以聯想，翻譯為「環球之霸」。

## 外部連結
- 環球之霸 netkeiba.com
- 血統表